# Теория Маркуса
В конце 50-х — начале 60-х годов XX века Р. Маркус предложил теорию, рассматривающую перенос электрона в полярном растворителе в рамках квазиклассического приближения. Затем теория Маркуса, известная также как теория переходного состояния (англ. transition state theory), была
распространена на электрохимические процессы.
Важнейший вклад Маркуса заключался в учете влияния растворителя на перенос электрона. Он рассмотрел движение электрона по поверхности потенциальной энергии, координатами которой служат как координата реакции, так и координата, относящаяся к состоянию растворителя. Координата растворителя ассоциируется с неравновесной поляризацией растворителя. При этом также предполагается гармоническое приближение — предполагается, что термы начального и конечного состояний имеют параболическую форму с одинаковой частотой колебаний.
Область пересечения параболических термов начального и конечного состояний представляет собой совокупность переходных состояний, в которых электронные энергии начального и конечного состояний равны и, в соответствии с принципом Франка-Кондона, может осуществляться надбарьерный, или классический перенос электрона. Физически это означает, что выравнивание энергии электрона в полярном растворителе обеспечивается за счёт флуктуации поляризации растворителя.
Считается, что реакция идёт только через переходное состояние, которому отвечает наименьшая энергия. Энергия переходного состояния зависит от нескольких энергетических характеристик:
- изменения энергии сольватации при переходе от реагентов к переходному состоянию (энергии внешнесферной реорганизации λout);
- энергии, необходимой для изменения ядерных координат при переходе от реагента к переходному состоянию (энергии внутрисферной реорганизации λin);
- разности равновесных энергий продуктов и реагентов (изменения энергии Гиббса ∆G реакции).

Окончательный результат предсказывает параболическую зависимость энергии активации от ∆G:
λ=λin+λout
k~exp[-(λ+∆G)2/4λkT]